# Площа Леніна (станція метротрама)
48°43′01″ пн. ш. 44°31′47″ сх. д. / 48.71694° пн. ш. 44.52972° сх. д.
«Площа Леніна» — станція Волгоградського метротрама. Розташована між станціями «ТРК Європа» і «Комсомольська».

## Історія
Станція відкрита 5 листопада 1984 року у складі першої черги будівництва.
Свою назву отримала по однойменній площі.

## Технічна характеристика
Конструкція станції — односклепінна мілкого закладення (глибина закладення — 7 метрів).
Тунелі з боку станції «ТЦ Європа» перехрещуються на різних рівнях, щоб забезпечити можливість використовувати як острівні платформи станцій центральної ділянки, так і берегові платформи наземних станцій північної ділянки.
Станція має один підземний вестибюль, обладнаний двома ескалаторами, працюючими на підйом з 7:30 до 13:00 і з 15:00 до 18:00, і сходами для спуску (а також і для підйому в години, коли ескалатори не працюють). З вестибюля пасажири потрапляють у підземний перехід, що сполучає дві сторони проспекту Леніна. Має вихід на однойменну міську площу, в тому числі до знаменитого будинку Павлова. У декількох хвилинах ходьби від станції розташований музей-панорама «Сталінградська битва».

## Оформлення
Станція оздоблена мармуром і червоним гранітом. На підлозі станції викладений геометричний візерунок. Південну торцеву стіну займає вітраж зі складною композицією ідеологічного змісту, увінчаною зображенням серпа і молота. За ним можна бачити невикористовувану частину станції, підготовлена за стандартами метро (з високою платформою, низькою стелею і тонкими круглими колонами).